# (7516) Kranjc
(7516) Kranjc (1987 MC) – planetoida z pasa głównego asteroid okrążająca Słońce w ciągu 3,52 lat w średniej odległości 2,31 j.a. Odkryta 18 czerwca 1987 roku.